# Marco Lívio Druso (tribuno)
Marco Lívio Druso, o Tribuno (em latim: Marcus Livius Drusus; m. 91 a.C.) foi um político romano, filho de Marco Lívio Druso, o Censor.
Com a morte de sua irmã e seu cunhado, ele criou os sobrinhos, Pórcia Catão e Marco Pórcio Catão Uticense (Catão, o Jovem). Outros filhos de sua irmã, de outro casamento, Quinto Servílio Cepião e Servília Cepião, também foram criados por Marco Lívio Druso.
Foi eleito tribuno da plebe em 92 a.C. Ao contrário do seu pai, seguiu uma política favorável à plebe, embora com a ideia de fortalecer a autoridade do Senado. O seu primeiro objetivo foi acabar com o monopólio que mantinha a ordem equestre sobre as quaestiones. Para isso apresentou uma “lei frumentária” demagógica e desvalorizou a moeda, com o que enriqueceu o Tesouro e aliviou as dívidas, à custa dos cavaleiros, que eram credores universais. Assim mesmo tirou o controle dos jurados à ordem equestre, pela condenação injustificada de Públio Rutílio Rufo o mesmo ano da sua escolha.
Em compensação pela sua lei judiciária, mandou incluir entre os senadores um número de cavaleiros igual ao dos Patrícios, mas o que conseguiu foi provocar o descontente de ambos.
Para conseguir o apoio dos plebeus, apresentou uma lei agrária mais radical que a dos Gracos, mas a política romana era viciada por uma contradição profunda. Druso ofereceu um acordo segredo aos aliados italianos, prometendo a cidadania romana para todos, em troca de que corressem com os despesas da nova distribuição de terras. Contudo, opuseram-se os terratenentes, que não queriam perder as suas terras, bem como a plebe, que não queriam ver igualados os seus direitos pelos itálicos.
Provavelmente em 91 a.C., quando Catão era um menino, Druso recebeu em sua casa Quinto Popédio Silão, um aliado italiano de Roma, experiente na guerra, que reivindicava a cidadania romana; ele conseguiu o apoio de Cepião, mas Catão ficou calado, não cedendo nem quando foi ameaçado de ser jogado pela janela.
Num clima de guerra civil, Druso foi desaprovado oficialmente pelo Senado e em poucos dias faleceu apunhalado na sua casa por um desconhecido. A sua morte desencadearia a Guerra Social (91–88 a.C.)